# 赤木正幸
赤木 正幸（あかぎ まさゆき、1975年2月22日 - ）は、日本の政治家、実業家。日本維新の会所属の元衆議院議員（1期）。選挙活動においては『アカギ正幸』表記を用いる。元国土交通委員会理事。

## 来歴
岡山県倉敷市出身。岡山県立岡山大安寺高等学校卒業。
2001年、早稲田大学法学部卒業。
2005年、早稲田大学大学院政治学研究科修了。ニューヨーク大学、コロンビア大学の客員研究プログラム修了。
地方自治研究所、人事院事務総局専門調査員、MIDリートマネジメント（不動産ファンド）、パソナ、森ビル・インベストメントマネジメント（不動産ファンド）などで勤務したのち、2012年の第46回衆議院議員総選挙に岡山1区からみんなの党公認で立候補するが、落選。
太陽光発電事業にも参入し、太陽光パネルメーカーCFO、三菱商事合弁の太陽光ファンド運用会社エムソーラーアセットマネジメント株式会社（MSAM）代表取締役を歴任。
2016年12月、不動産テック事業のリマールエステート株式会社を創業し、代表取締役に就任。不動産テック協会を創設し代表理事を務める。
2020年10月、日本維新の会の兵庫12区支部長に就任。
2021年9月、選挙区を兵庫4区に変更した。翌10月の第49回衆議院議員総選挙では小選挙区で自由民主党の藤井比早之に大差で敗れるも、重複立候補していた比例近畿ブロックで復活し、初当選した。
2024年10月の第50回衆議院議員総選挙では兵庫4区で3位となり、重複立候補していた比例近畿ブロックでも復活ならず落選した。

## 不祥事

### 公職選挙法違反
2021年10月31日執行の衆議院選挙において赤木の運動員が孫らに選挙運動の報酬として現金1万3000円の日当を支払う約束をしたとして、運動員とその孫が公職選挙法違反（買収）の疑いで逮捕された。

### 政治資金収支報告書
赤木が支部長を務める「日本維新の会衆議院兵庫県第4選挙区支部」が、政治資金規正法で提出が義務付けられている2020年分の政治資金収支報告書を提出の締め切りから半年以上が経った時点でも提出していなかった。赤木の事務所は「手違いがあった」としたうえで2021年12月28日までに提出したと述べた。

## 選挙歴
| 当落 | 選挙                   | 執行日         | 年齢 | 選挙区      | 政党         | 得票数    | 得票率 | 定数 | 得票順位 /候補者数 | 政党内比例順位 /政党当選者数 |
| ---- | ---------------------- | -------------- | ---- | ----------- | ------------ | --------- | ------ | ---- | ------------------ | ---------------------------- |
| 落   | 第46回衆議院議員総選挙 | 2012年12月16日 | 37   | 兵庫県第1区 | みんなの党   | 2万4370票 | 13.59% | 1    | 3/5                | 1/0                          |
| 比当 | 第49回衆議院議員総選挙 | 2021年10月31日 | 46   | 兵庫県第4区 | 日本維新の会 | 5万9143票 | 26.24% | 1    | 2/3                | 10/10                        |
| 落   | 第50回衆議院議員総選挙 | 2024年10月27日 | 49   | 兵庫県第4区 | 日本維新の会 | 4万313票  | 19.04% | 1    | 3/4                | 16/7                         |